# ルスラン・オリフベル
ルスラン・イオシフォヴィチ・オリフベル（ロシア語: Руслан Иосифович Олихвер, 1969年4月11日 - ）は、ロシアの男子バレーボール選手。ラトビア・リガ出身。ポジションはミドルブロッカー。元ロシア代表。

## 来歴
1988年、ソ連リーグのラジオテフニカ・リガへ入団。1989年にソ連代表に選出され、1991年欧州選手権で優勝、同年ワールドカップで金メダルを獲得。EUN代表となった1992年ワールドリーグではベストブロッカー賞を受賞し、バルセロナオリンピックに出場した。
1992年、イタリア・セリエAのラツィオ・ローマへ移籍。モデナ在籍時の1995年にリーグ優勝とコッパ・イタリア優勝の2冠に貢献した。ブラジルスーパーリーガのクラブでも1997年にリーグ優勝を経験。2001年にロシアへ戻り、ロシアスーパーリーグのクラブでプレーした。
ロシア代表としても活躍し、1996年アトランタオリンピック出場、1999年ワールドカップで金メダル、2000年シドニーオリンピックで銀メダルを獲得。キャプテンとしてチームを牽引した2002年世界選手権でも銀メダルを獲得し、同年代表から退いた。
2007年に現役を引退し、ディナモ・モスクワのゼネラルマネージャーに就任。2007年ワールドカップにはロシア代表のアシスタントコーチとして参加している。

## 球歴
- オリンピック - 2000年（銀メダル）
- 世界選手権 - 2002年（銀メダル）
- ワールドカップ - 1991年（金メダル）、1999年（金メダル）
- ワールドリーグ - 2002年（優勝）
- 欧州選手権 - 1991年（優勝）

## 所属クラブ
- ラジオテフニカ・リガ（1988-1992年）
- ラツィオ・ローマ（1992-1993年）
- パッラヴォーロ・モデナ（1993-1995年）
- ECUスザーノ（1995-1999年）
- クーネオVBC（1999-2000年）
- MGTUモスクワ（2001-2002年）
- ディナモ・カザン（2004-2006年）
- ファケル・ノヴィ・ウレンゴイ（2006-2007年）